# Gian Piero Rotoli
Giampiero Rotoli (Napoli, 18 maggio 1979) è un attore italiano.
Noto principalmente per il ruolo dell'agente Silente nella serie TV Le indagini di Lolita Lobosco.

## Biografia
Giampiero Rotoli, figlio di Bruno Rotoli, dopo essersi diplomato a New York presso la Dwight High School si laurea in Letteratura Inglese presso la John Cabot University e consegue un M.A. in Letteratura Italiana Rinascimentale presso l'University College (Londra). Durante il percorso accademico, studia anche recitazione negli Stati Uniti con Susan Batson e Ivana Chubbuck. In Italia, invece, frequenta il Centro sperimentale di cinematografia e il Duse studio. 
La sua primissima esperienza come attore risale al 2005, dove recita in un film in due episodi per la TV. Da quel momento Rotoli alterna lavori nazionali e internazionali e tra quest'ultimi si ricordano Crossing Lines, The Young Messiah, Catch 22, Everybody Loves Diamonds e Equalizer 3.
Rotoli ha scritto e diretto il suo primo cortometraggio, Beatrice, che lo vede protagonista insieme ad Anna Galiena. Il corto è stato comprato da Rai Cinema e ha vinto il Night of Comedy Shorts nel 2022.

## Filmografia

### Cinema
- Nelle tue mani,regia di Peter Del Monte (2007)
- The Young Messiah, regia di Cyrus Nowrasteh (2016)
- Beatrice, regia di Giapiero Rotoli – cortometrggio (2019)
- The Equalizer 3 - Senza tregua (The Equalizer 3), regia di Antoine Fuqua (2023)

### Televisione
- Callas e Onassis – miniserie TV (2005)
- Giovanni Paolo II – miniserie TV (2005)
- Un posto al sole – serial TV, 2 puntate (2006)
- Medicina generale – serie TV, episodio 1x03 (2007)
- Il signore della truffa – miniserie TV (2010)
- Che Dio ci aiuti – serie TV, episodio 1x10 (2012)
- Una buona stagione – serie TV, 6 episodi (2014)
- Crossing Lines – serie TV, episodio 3x05 (2015)
- Luisa Spagnoli – miniserie TV (2016)
- I bastardi di Pizzofalcone – serie TV, episodio 1x04 (2017)
- La vita promessa – serie TV, episodio 1x01 (2018)
- Non dirlo al mio capo – serie TV, episodio 2x11 (2018)
- Catch 22 – miniserie TV, episodio 4 (2019)
- Le indagini di Lolita Lobosco – serie TV, 11 episodi (2020-2024)
- Everybody Loves Diamonds – serie TV, episodi 1x01-1x08 (2023)

## Teatro
- Il Vaticano cade, regia di Enrico Maria Lamanna (2011)
- Per un Istante, regia di A. Averone (2015-2017)